# Întrupare
Întruparea înseamnă, literal, încarnare sau luarea unei forme omenești. Acest termen se referă la conceperea și nașterea unei ființe simțitoare care este manifestarea materială a unei entități, a unui zeu sau a unei forțe a cărei naturi originale este imateriale. În context religios cuvântul este folosit cu sensul de coborâre din Ceruri pe Pământ a unui zeu, divinități sau ființe divine, sub formă de om sau animal.

## Bahá'í
În credința Bahá'í se consideră că Dumnezeu nu se poate întrupa în această lume și nu poate fi considerat a fi o parte a creației întrucât el nu se poate diviza și nu poate coborî la condiția creaturilor sale. Manifestările lui Dumnezeu nu sunt văzute, de asemenea, ca întrupări ale lui Dumnezeu, ci sunt înțelese ca o oglindă perfectă care reflectă atributele lui Dumnezeu în această lume materială.

## Budism
Budismul este o religie neteistă și neagă conceptul de zeu creator sau orice încarnare a unei zeități creatoare. Cu toate acestea, budismul predică doctrina renașterii și afirmă că ființele vii se nasc, după ce mor, la nesfârșit, reîncarnându-se ca devas (zei), semizei, oameni, animale, spirite sau ființe diabolice, într-un ciclu al vieții și al morții (samsara), care se oprește doar pentru cei care ating stadiul nirvana (nibbana).
În budismul tibetan există credința că un învățător spiritual iluminat (lama) se reîncarnează și este numit tulku. Potrivit lui Tulku Thondup, există trei tipuri principale de tulku. Ele sunt emanații ale lui Buddha, manifestări fizice ale unor inițiați desăvârșiți și renașteri ale unor învățători sau discipoli virtuoși. Există, de asemenea, tipuri secundare, care-i includ pe tulku nerecunoscuți, tulku binecuvântați și tulku care s-au îndepărtat de la calea care-i duce către iluminare.

## Creștinism

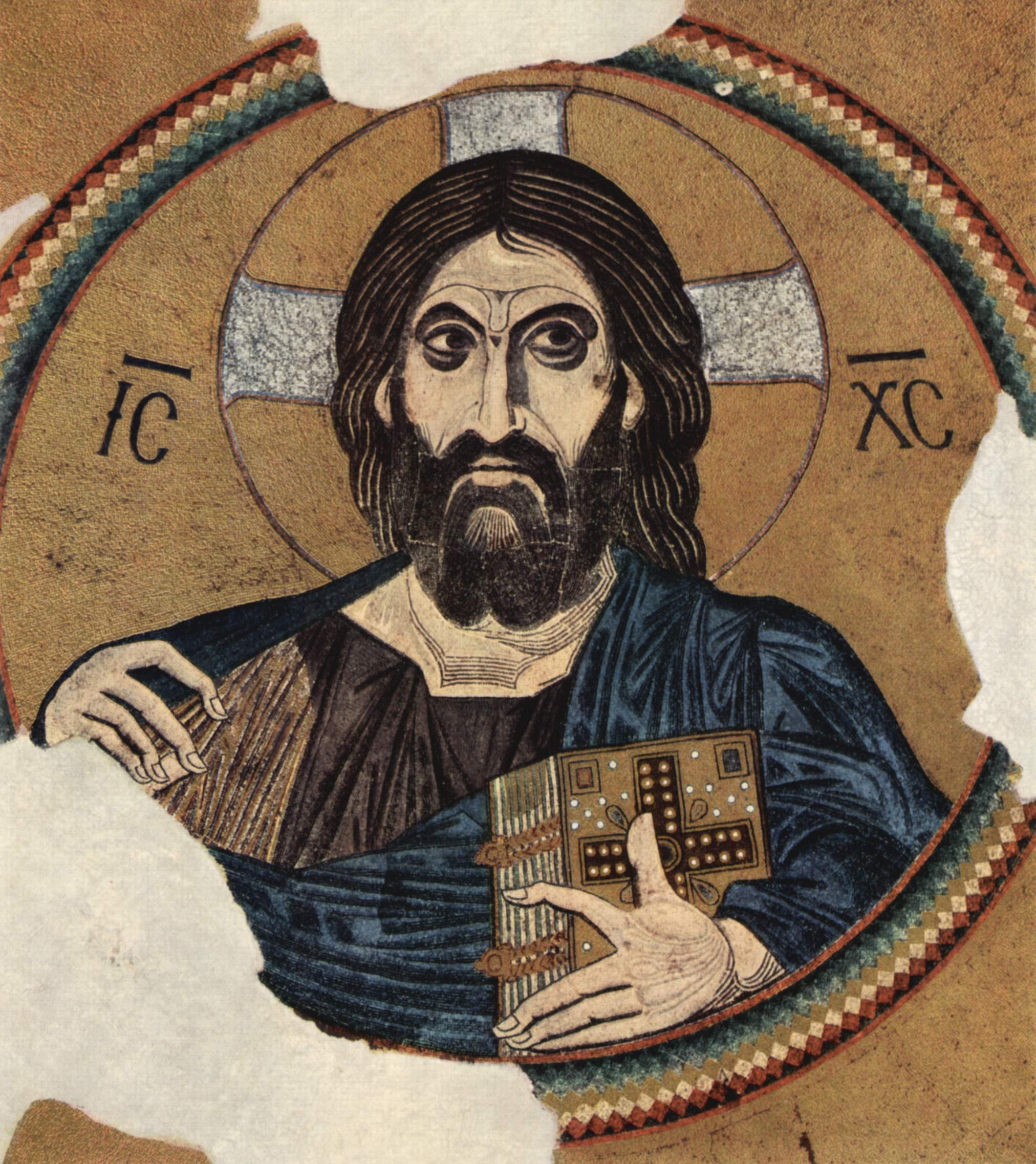
Hristos Pantocrator, Dumnezeu întrupat în credința creștină, reprezentat pe un mozaic din Daphni, Grecia, ca. 1080-1100.

Întruparea lui Hristos este o doctrină centrală a creștinismului care susține că Dumnezeu s-a întrupat, a luat o fire umană și a devenit om în forma lui Iisus, Fiul lui Dumnezeu și cea de-a doua persoană a Sfintei Treimi. Această poziție creștină fundamentală susține că natura divină a Fiului lui Dumnezeu a fost perfect unită cu natura umană într-o singură Persoană divină, Isus, făcându-l să fie cu adevărat atât Dumnezeu, cât și om. Termenul teologic pentru acestă fire dublă este unire ipostatică: cea de-a Doua Persoană a Sfintei Treimi, Dumnezeu Fiul, s-a întrupat atunci când a fost zămislit în mod miraculos în pântecele Fecioarei Maria. Pasajele biblice menționate în mod tradițional în legătură cu doctrina Întrupării sunt Ioan 3:1-21, Colossians 2:9 și Filipeni 2:7-8.

## Hinduism

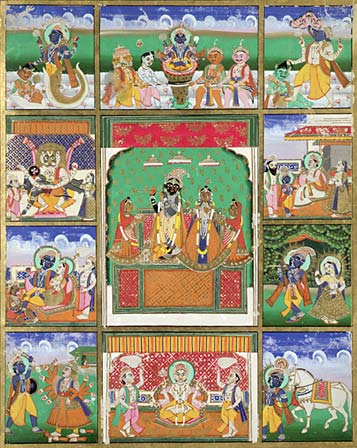
Zece încarnări ale lui Vișnu (Matsya, Kurma, Varaha, Vamana, Krishna, Kalki, Buddha, Parshurama, Rama & Narasimha). Pictură din Jaipur, acum la Muzeul Victoria și Albert

În hinduism, întruparea se referă la doctrina renașterii și în tradițiile teiste la avatar. Avatar înseamnă, literalmente, „coborâre din cer” și se referă la întruchiparea esenței unei zeități sau a unei ființe supranaturale într-o altă formă. Cuvântul implică, de asemenea, „a depăși, a scoate, a aduce jos, a traversa ceva”. În tradițiile hinduse, „traversarea sau coborârea” simbolizează, potrivit lui Daniel Bassuk, coborârea divină din „eternitate pe tărâmul temporal, din necondiționalitate în condiționalitate, din infinitudine în finitudine”. Un avatar, afirmă Justin Edwards Abbott, este o întruchipare saguna (cu formă și atribute) a nirguna Brahman sau Atman (sufletul).
Nici Vedele și nici Upanișadele nu menționează vreodată cuvântul avatar ca un substantiv. Rădăcinile și formele verbale precum avatarana apar în testele hinduse postvedice antice ca „acțiune de a coborî” și nu ca o persoană întrupată (avatara). Verbul înrudit avatarana este, afirmă Paul Hacker, este folosit cu un sens dublu: ca acțiune de coborâre divină pe pământ și ca „ridicare a poverii omului” care suferă de pe urma forțelor răului.
Termenul este cel mai frecvent întâlnit în cazul zeului hindus Vișnu. Cea mai veche menționare a manifestării lui Vișnu într-o formă umană pentru a susține binele și lupta împotriva răului folosește alți termeni, precum cuvântul sambhavāmi în versetul 4.6 și cuvântul tanu în versetul 9.11 din Bhagavad Gita, precum și alte cuvinte ca akriti si rupa în alte părți. Versiunea substantivală a avatarului apare în textele din epoca medievală, alcătuite începând din secolul al VI-lea, unde are sensul de întruchipare a unei zeități. Ideea de întrupare a mai multor zeități a proliferat apoi în poveștile puranice, conținând idei noi precum ansha-avatar sau întruchipări parțiale.
În timp ce avatarurile altor zeități ca Ganesha și Shiva sunt menționate, de asemenea, în textele hinduse medievale, această menționare este totuși minoră și ocazională. Doctrina întrupării este una dintre diferențele importante între tradițiile vaishnavistă și shaivistă ale hinduismului.

### Avatar versus încarnare
Traducerea avatarului ca „întrupare” a fost contestată de teologii creștini, care afirmă că o încarnare este în trup și imperfectă, în timp ce avatarul este mitic și perfect. Conceptul teologic de Hristos ca întrupare, așa cum este întâlnit în hristologie, are la bază conceptul creștin de întrupare. Acest concept, afirmă Oduyoye și Vroom, este diferit de conceptul hindus de avatar deoarece avatarurile din hinduism sunt ireale și aparente, într-un mod similar docetismului. Sheth nu este de acord și susține că această afirmație reprezintă o înțelegere eronată a conceptului hindus de avatar. Avatarurile sunt adevărate întruchipări de perfecțiune spirituală, conduse de scopuri nobile, în tradițiile hinduse precum vaishnavismul.

## Islam
Islamul respinge complet doctrina întrupării lui Dumnezeu sub orice formă, potrivit conceptului shirk. În Islam, Dumnezeu este unul și „nici nu dă naștere și nici nu este născut”.

## Iudaism
Iudaismul respinge în mod absolut orice doctrină a întrupării lui Dumnezeu, sub orice formă. Cu toate acestea, unii învățați hasidici cred într-un concept oarecum similar. Menachem Mendel Schneerson, un conducător hasidic proeminent, a afirmat că un învățat precum Rebbe este un tzadik insuflat cu esența lui Dumnezeu.

## Religia populației serer
Religia populației serer respinge orice idee de întrupare sau manifestare a lui Roog (zeitatea supremă a religiei Serer), numită Koox de vorbitorii limbii cangin. Cu toate acestea, reîncarnarea (ciiɗ) spiritelor ancestrale și a vechilor sfinți serer, numită Pangool, este un principiu bine păstrat al religiei populației serer. Aceste spirite și ființe reîncarnate (singular : Fangool, plural: Pangool) slujesc ca intermediari între lumea vie și divinitate. Când populația serer vorbește despre întrupare, se referă la acești Pangool, care sunt ei înșiși sfinți ca urmare a mijlocirii lor către divinitate.

## Legături externe
- „Incarnation”. Internet Encyclopedia of Philosophy⁠(d).